# Brza Palanka
Brza Palanka (serbocroata cirílico: Брза Паланка; pronunciación: [br̩̂ːzaː pǎlaːŋka]) es una villa de Serbia, constituida administrativamente como una pedanía del municipio de Kladovo en el distrito de Bor.
En 2002 tenía 1076 habitantes, de los cuales 876 eran étnicamente serbios y 50 valacos.
La localidad tiene su origen en la localidad romana de Aegeta (Egeta), que formaba parte de la frontera de Mesia.
Se ubica a orillas del Danubio, unos 20 km al suroeste de la capital municipal Kladovo sobre la carretera 35 que lleva a Niš.